# Skate America 2020
Navigation
Édition précédente Édition suivante
Le Skate America est une compétition internationale de patinage artistique qui se déroule aux États-Unis au cours de l'automne. Il accueille des patineurs amateurs de niveau senior dans quatre catégories: simple messieurs, simple dames, couple artistique et danse sur glace.
Le trente-neuvième Skate America est organisé les 23 et 24 octobre 2020 à l'Orleans Arena de Las Vegas dans le Nevada. Il est la première compétition du Grand Prix ISU senior de la saison 2020/2021.
En raison de la pandémie de Covid-19, un grand nombre de modifications sont apportées à la structure du Grand Prix. Les concurrents ne comprennent que des patineurs du pays d'origine, ou des patineurs s'entraînant déjà dans le pays hôte, ou des patineurs affectés à cet événement pour des raisons géographiques. Le 25 septembre 2020, la fédération américaine de patinage annonce que Skate America se tiendra à huis clos, conformément aux directives du Nevada Gaming Control Board concernant la pandémie.

## Résultats

### Messieurs
| Rang | Nom               | Pays       | Points | Programme court | Programme court | Programme libre | Programme libre |
| ---- | ----------------- | ---------- | ------ | --------------- | --------------- | --------------- | --------------- |
| 1    | Nathan Chen       | États-Unis | 299.15 | 1               | 111.17          | 1               | 187.98          |
| 2    | Vincent Zhou      | États-Unis | 275.10 | 2               | 99.36           | 2               | 175.47          |
| 3    | Keegan Messing    | Canada     | 266.42 | 3               | 92.40           | 3               | 174.02          |
| 4    | Tomoki Hiwatashi  | États-Unis | 245.30 | 4               | 87.17           | 4               | 158.13          |
| 5    | Ilia Malinin      | États-Unis | 220.31 | 7               | 76.75           | 5               | 143.56          |
| 6    | Alexei Bychenko   | Israël     | 214.62 | 6               | 77.48           | 8               | 137.14          |
| 7    | Alexei Krasnozhon | États-Unis | 214.61 | 5               | 78.06           | 9               | 136.55          |
| 8    | Maxim Naumov      | États-Unis | 214.27 | 8               | 70.91           | 6               | 143.56          |
| 9    | Camden Pulkinen   | États-Unis | 207.82 | 9               | 69.09           | 7               | 138.73          |
| 10   | Jimmy Ma          | États-Unis | 196.98 | 11              | 63.36           | 10              | 133.62          |
| 11   | Joseph Kang       | États-Unis | 192.37 | 10              | 68.08           | 11              | 124.29          |
| 12   | Daniel Samohin    | Israël     | 184.54 | 12              | 61.60           | 12              | 122.94          |

### Dames
| Rang | Nom            | Pays       | Points | Programme court | Programme court | Programme libre | Programme libre |
| ---- | -------------- | ---------- | ------ | --------------- | --------------- | --------------- | --------------- |
| 1    | Mariah Bell    | États-Unis | 212.73 | 1               | 76.48           | 4               | 136.25          |
| 2    | Bradie Tennell | États-Unis | 211.07 | 2               | 73.29           | 1               | 137.78          |
| 3    | Audrey Shin    | États-Unis | 206.15 | 3               | 69.77           | 3               | 136.38          |
| 4    | Karen Chen     | États-Unis | 204.90 | 4               | 68.13           | 2               | 136.77          |
| 5    | Amber Glenn    | États-Unis | 190.09 | 5               | 67.85           | 6               | 122.24          |
| 6    | Lin Shan       | Chine      | 182.11 | 7               | 59.29           | 5               | 122.84          |
| 7    | Paige Rydberg  | États-Unis | 178.13 | 6               | 63.91           | 8               | 114.22          |
| 8    | Starr Andrews  | États-Unis | 171.70 | 10              | 57.20           | 7               | 114.50          |
| 9    | Sierra Venetta | États-Unis | 170.12 | 8               | 59.28           | 9               | 111.44          |
| 10   | Pooja Kalyan   | États-Unis | 158.95 | 11              | 55.50           | 10              | 103.45          |
| 11   | Finley Hawk    | États-Unis | 154.25 | 9               | 59.12           | 11              | 95.13           |
| 12   | Gracie Gold    | États-Unis | 127.82 | 12              | 46.36           | 12              | 81.46           |

### Couples
| Rang | Nom                                     | Pays       | Points | Programme court | Programme court | Programme libre | Programme libre |
| ---- | --------------------------------------- | ---------- | ------ | --------------- | --------------- | --------------- | --------------- |
| 1    | Alexa Scimeca Knierim / Brandon Frazier | États-Unis | 214.77 | 1               | 74.19           | 1               | 140.58          |
| 2    | Jessica Calalang / Brian Johnson        | États-Unis | 207.40 | 2               | 71.08           | 2               | 136.32          |
| 3    | Audrey Lu / Misha Mitrofanov            | États-Unis | 189.65 | 3               | 67.52           | 4               | 122.13          |
| 4    | Ashley Cain-Gribble / Timothy LeDuc     | États-Unis | 189.23 | 4               | 64.21           | 3               | 125.02          |
| 5    | Tarah Kayne / Daniel O'Shea             | États-Unis | 174.35 | 5               | 59.86           | 5               | 114.49          |
| 6    | Olivia Serafini / Mervin Tran           | États-Unis | 168.07 | 6               | 59.67           | 6               | 108.40          |
| 7    | Emily Chan / Spencer Howe               | États-Unis | 151.15 | 7               | 55.58           | 8               | 95.57           |
| 8    | Anna Vernikov / Evgeni Krasnopolski     | Israël     | 146.12 | 8               | 48.23           | 7               | 97.89           |

### Danse sur glace
| Rang | Nom                                      | Pays       | Points | Danse rythmique | Danse rythmique | Danse libre | Danse libre |
| ---- | ---------------------------------------- | ---------- | ------ | --------------- | --------------- | ----------- | ----------- |
| 1    | Madison Hubbell / Zachary Donohue        | États-Unis | 211.39 | 1               | 85.30           | 1           | 126.09      |
| 2    | Kaitlin Hawayek / Jean-Luc Baker         | États-Unis | 202.47 | 2               | 81.15           | 2           | 121.32      |
| 3    | Christina Carreira / Anthony Ponomarenko | États-Unis | 185.78 | 3               | 78.63           | 3           | 107.15      |
| 4    | Caroline Green / Michael Parsons         | États-Unis | 178.05 | 4               | 74.98           | 4           | 103.07      |
| 5    | Molly Cesanek / Yehor Yehorov            | États-Unis | 168.09 | 5               | 66.01           | 5           | 102.08      |
| 6    | Lorraine McNamara / Anton Spiridonov     | États-Unis | 159.89 | 6               | 63.50           | 6           | 96.39       |
| 7    | Eva Pate / Logan Bye                     | États-Unis | 151.40 | 7               | 59.61           | 7           | 91.79       |
| 8    | Emily Monaghan / Ilias Fourati           | Hongrie    | 127.70 | 8               | 54.88           | 8           | 72.82       |

## Source
- Résultats du Skate America 2020